# Stempflesee

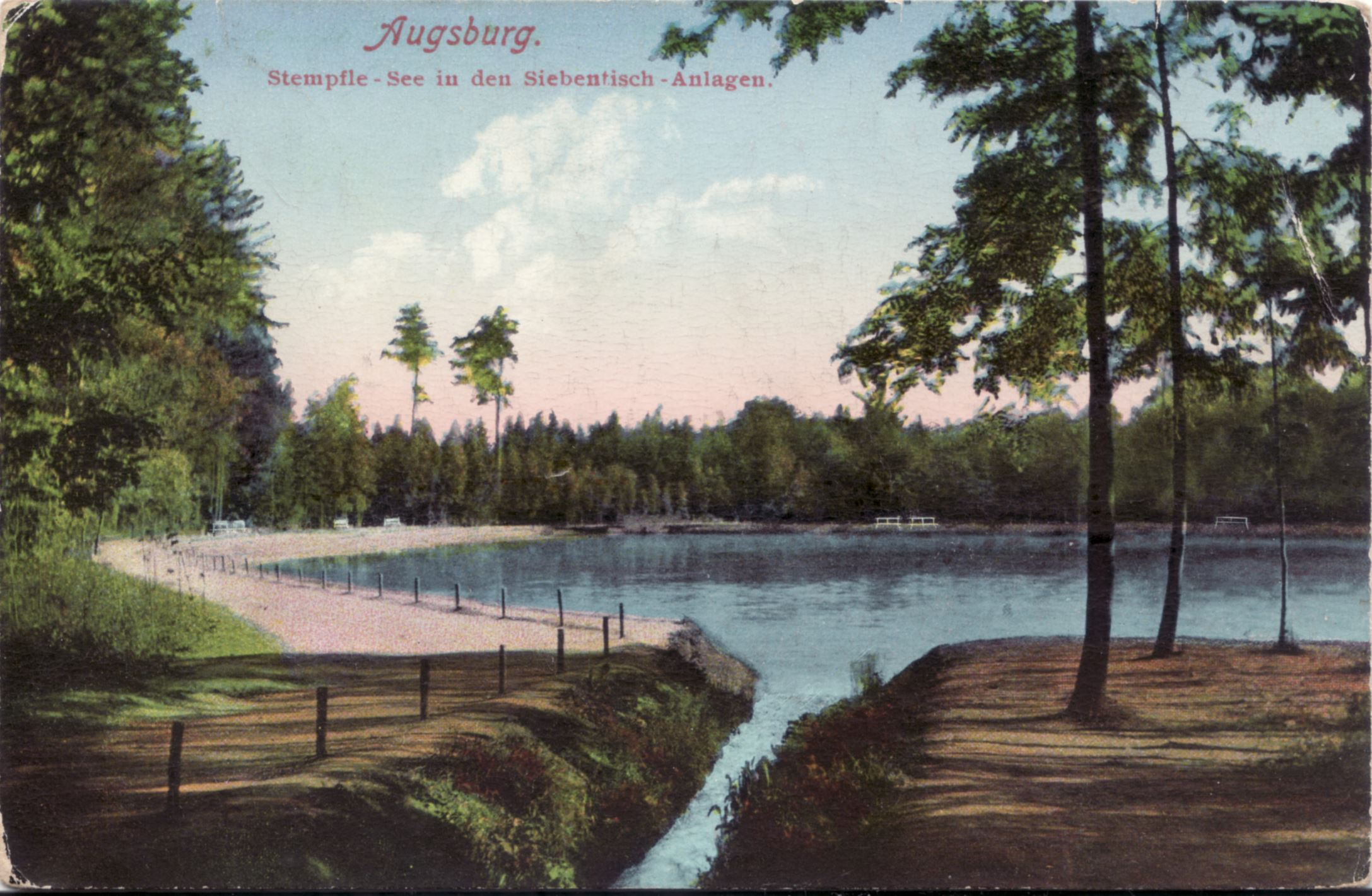
Der Stempflesee um 1925

Der Stempflesee ist ein 1,4 ha großer, künstlich geschaffener See im Südwesten des Augsburger Stadtteils Spickel-Herrenbach. Er ist Teil des Augsburger Siebentischwaldes.

## Geschichte
Der See wurde nahe der alten Ausflugsgaststätte „Zu den sieben Tischen“ (bzw. „Siebentisch“) angelegt, die auch Namensgeberin des Siebentischwaldes ist.
Der Planungsbeginn wurde durch den Augsburger Magistrat am 19. November 1915 beschlossen. Im Sommer 1924 wurde aus einer an dieser Stelle sich befindenden ehemaligen Kiesgrube mit den Umgestaltungsarbeiten zu einem See begonnen. Da der neu geschaffene Seeboden das über einen Bach eingeleitete Wasser nicht dauerhaft am Versickern hindern konnte, wurden Abdichtungsarbeiten notwendig, welche bis 1926 dauerten. Ausgeführt wurden diese Arbeiten von Arbeitslosen, welche einer dafür geschaffenen Arbeitsbeschaffungsmaßnahme angehörten.
Durch einen Bombentreffer im Zweiten Weltkrieg bei dem Luftangriff auf Augsburg 1944 lief der See aus und stand ca. zwei Jahre leer, ehe er ausgebessert wurde. Die Gaststätte „Zu den sieben Tischen“ wurde bei dem Luftangriff so schwer beschädigt, dass man entschied, sie abzureißen und nicht wieder aufzubauen.
2017 wurde die marode Uferbefestigung saniert.

## Beschreibung
Namenspatron ist der Augsburger Magistratsrat Gottfried Stempfle, welcher sich während seiner Amtszeit stets für die Errichtung dieser Parkanlage eingesetzt hat. Seinen offiziellen Namen erhielt der Stempflesee am 13. April 1924. Finanziert wurde der Bau des Sees durch die Katharina-Wiedemann-Stiftung.
Gespeist wird der Stempflesee aus dem vom Brunnenbach ausgeleiteten Stempflebach. Der See kann auf dem 500 m langen Uferweg umrundet werden. An Wochenenden ist der See zu jeder Jahreszeit gut besucht, im Winter bei tragfähigem Eis insbesondere von Schlittschuhläufern. Ein großer Parkplatz befindet sich 700 m vom Stempflesee entfernt an der Sportanlage Süd. Die nächstgelegene Straßenbahnhaltestelle ist die Haltestelle Sportanlage Süd P+R der Linie 2.

## Trinkwasser- und Naturschutzgebiet
Am Stempflesee sind vor allem Enten, gelegentlich auch Gänse und Schwäne zu finden. Im Wasser schwimmen überwiegend Karpfen, Brassen und einige Schleien, die wegen weniger Raubfische einen überdurchschnittlichen Bestand haben. Auch mehrere Hechte sind zu beobachten.
Der Stempflesee liegt am Rande des Trinkwasserschutzgebietes des Augsburger Stadtwaldes. Das Füttern von Wasservögeln ist deshalb unerwünscht. Das Baden im Stempflesee ist verboten. Das Wasser des Stempflesees wird anschließend in den Tiergehegen des Zoos Augsburg und im Botanischen Garten Augsburg genutzt.